# Șevcenka, Vilneansk
Șevcenka (în ucraineană Шевченка) este un sat în comuna Ternivka din raionul Vilneansk, regiunea Zaporijjea, Ucraina.

## Demografie
Componența lingvistică a localității Șevcenka
     Ucraineană (85,71%)
     Rusă (14,29%)
Conform recensământului din 2001, majoritatea populației localității Șevcenka era vorbitoare de ucraineană (85,71%), existând în minoritate și vorbitori de rusă (14,29%).